# Lars Knudsen (cryptologue)
 (novembre 2012).
Si vous disposez d'ouvrages ou d'articles de référence ou si vous connaissez des sites web de qualité traitant du thème abordé ici, merci de compléter l'article en donnant les références utiles à sa vérifiabilité et en les liant à la section « Notes et références ».
Ne doit pas être confondu avec Lars Knudsen (producteur).
Pour les articles homonymes, voir Knudsen.
Lars Ramkilde Knudsen, né le 16 février 1962, est un cryptologue danois. Il s'est intéressé plus particulièrement à la cryptanalyse des fonctions de hachage, aux algorithmes de chiffrement par bloc ainsi qu'aux MAC (message authentication code). 
En 1984, il étudie les mathématiques et l'informatique à l'Université d'Aarhus. Il y obtient un doctorat en 1994. De 1997 à 2001, Knudsen travaille à l'Université de Bergen en Norvège. Depuis 2004, il est professeur au département de mathématiques de l'Université technique du Danemark.
Knudsen a publié un grand nombre de documents sur l'analyse et la conception de primitives cryptographiques. Les initiales « SK » dans SAFER-SK signifieraient « Stop Knudsen ». Knudsen a participé au concours AES en proposant DEAL et Serpent (en collaboration avec Ross Anderson et Eli Biham).